# Luftangriff auf Durango am 25. September 1936

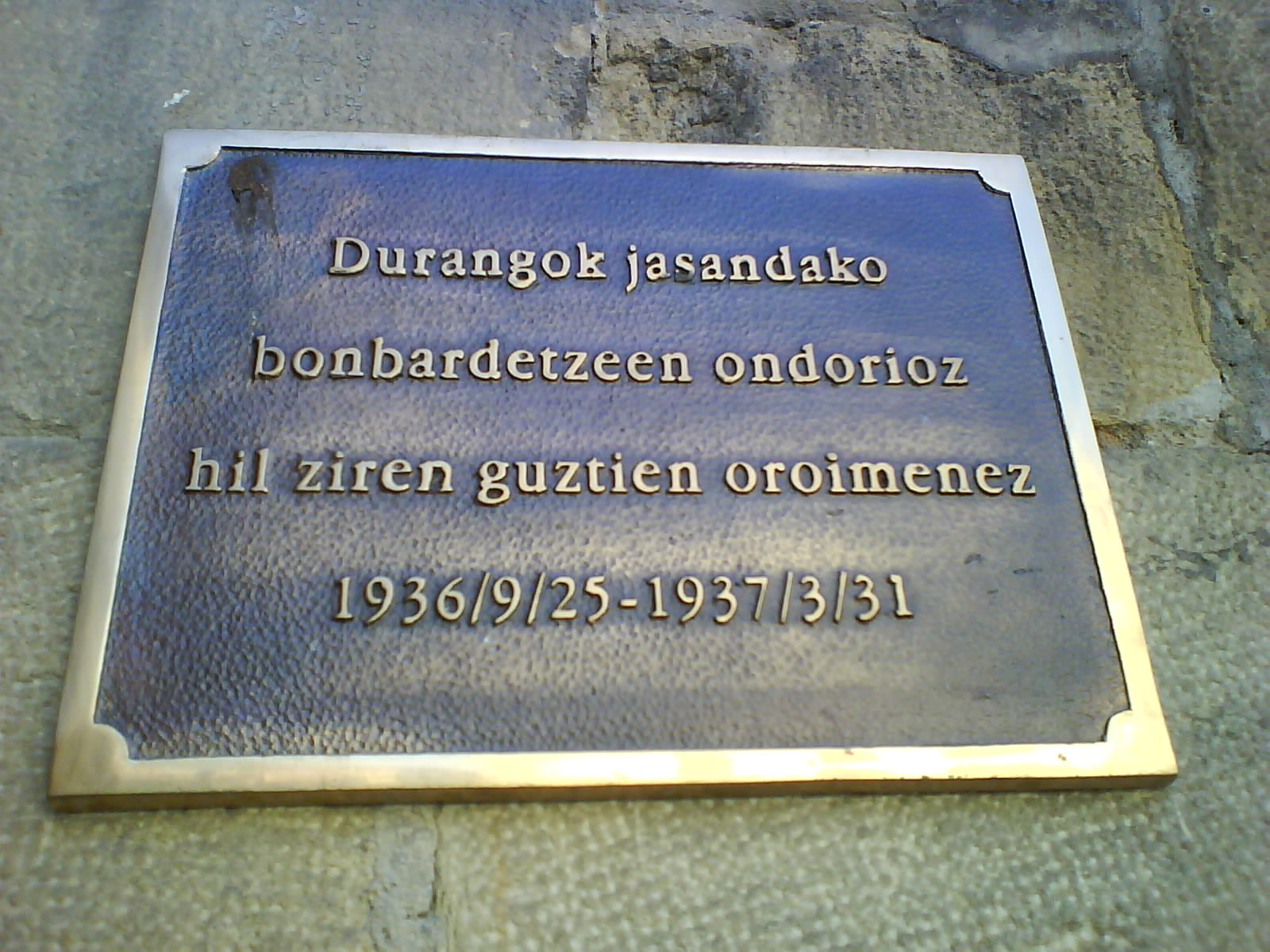
Baskische Gedenktafel in Durango zu den beiden Luftangriffen vom 25. September 1936 und 31. März 1937

Der Luftangriff auf Durango am 25. September 1936 war der erste von zwei Luftwaffen-Operationen gegen die zur Spanischen Republik gehörende Stadt Durango im Baskenland, die während des Spanischen Bürgerkrieges erfolgten; der zweite, schwerere Luftangriff fand im März 1937 statt.
Die Militäroperation begann um ungefähr elf Uhr Vormittags. Die angreifenden Flugzeuge der nationalspanischen Rebellen starteten ihren Angriff von Vitoria aus und warfen vier Bomben ab. Eine davon schlug an einer vorderen Giebel eines Hofs bei Ezkurdi ein, wo sich gerade Mitglieder der republikanischen Miliz sowie Flüchtlinge aus Gipuzkoa ausruhten. Die Bombe durchschlug dabei die vordere Wand des Hofs und explodierte mitten in der Menschengruppe. Eine weitere explodierte im Garten des Arztes Marcos Unamuzaga, und zwei Bomben trafen die Eisenbahnstation. Wer konkret die Bombardierung angeordnet hat und somit die Verantwortung für den Luftangriff trägt, konnte von Historikern bisher nicht geklärt werden.
Der Angriff forderte 12 Tote im Alter zwischen 18 und 32 Jahren sowie zahlreiche Verletzte.